# AASHO Road Test

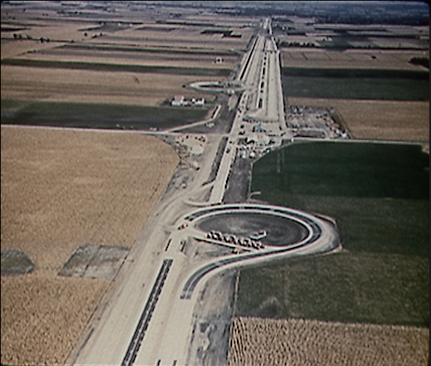
Testgelände des AASHO Road Test während des Umbaus zur Interstate 80, 1964

Der AASHO Road Test war ein Großversuch der American Association of State Highway Officials zur empirischen Ermittlung des Straßenverschleißes. Die von den Fernstraßenbehörden der einzelnen US-Bundesstaaten über ihren gemeinsamen Verband finanzierte Untersuchung fand von August 1956 bis November 1960 nördlich von Ottawa, Illinois in den USA statt und gilt bis heute als ehrgeizigste und teuerste ihrer Art. Auf sechs Rundkursen wurde die Lebensdauer von Straßen in Abhängigkeit von Achslasten, Bereifung, Achskonfiguration und Straßenaufbau erfasst und anschließend ausgewertet. Die umfangreichen Untersuchungen mündeten in einem Leitfaden zum Straßenbau, dem AASHO Interim Guide for the Design of Rigid and Flexible Pavements und legten damit den Grundstein für die heutige analytische Betrachtung von Straßenquerschnitten und eine Vielzahl von technischen Normen.

## Geschichte

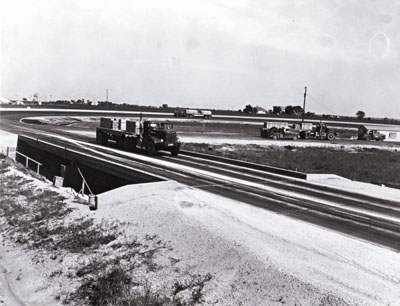
Prüfverkehr auf einer der Brücken

Zur Mitte des letzten Jahrhunderts fand im Bezug auf Warentransport und Mobilität ein grundlegender Wandel statt. LKW wurden zunehmend schwerer und leistungsfähiger und der überregionale Individualverkehr gewann kontinuierlich an Bedeutung. In der Folge begannen Industrienationen mit dem Aufbau von Fernstraßennetzen. In den USA regelte die Regierung erstmals mit dem The Federal Aid Highway Act im Jahr 1921 den Aufbau eines solchen Netzes, woraufhin die ersten Trassen entstanden. Ergänzt wurde dies unter Präsident Dwight D. Eisenhower mit dem überarbeiteten Highway Act vom 29. Juni 1956, der die Erweiterung des Interstate Highway-Netzes über das gesamte Bundesgebiet mit Anschlüssen an alle größeren Städte vorsah. Dieser Entwicklung stand auf Seiten der Planung ein unzureichender – und vor allem wenig systematisierter – Kenntnisstand über die Abhängigkeiten der Lebensdauer von Straßen gegenüber, besonders was das Verhältnis zu deren Aufbau und Nutzung betraf. Um dieser Diskrepanz Abhilfe zu schaffen, beschloss die Vereinigung der Verkehrsbehörden der einzelnen US-Bundesstaaten (AASHO) eine Reihe von Untersuchungen. Erklärtes Ziel war es, bundesweit einheitliche Vorgaben und Regeln für das wachsende Verkehrsaufkommen zu ermitteln, wobei sowohl die Konstruktionsweise der Straße geregelt werden sollte, als auch die Gestalt von dessen Nutzern. Die Erste dieser Untersuchungen bildete der One-MD Road Test im Jahre 1950 in Maryland, in dem unterschiedliche Achskonfigurationen auf einer bestehenden Betonstraße geprüft wurden. Es folgte 1953 eine ähnliche Untersuchung auf Asphaltstraßen in Idaho unter der Schirmherrschaft des Verbandes der westlichen Verkehrsbehörden (WASHO Road Test). Bereits während diese Untersuchungen stattfanden, formte sich das Vorhaben eines groß angelegten Versuchs auf Bundesebene und bis zum Mai 1955 wurden von einem Arbeitskreis unter dem Dach der AASHO in Zusammenarbeit mit dem National Research Council Projektstudien zur Durchführung und Finanzierung erarbeitet. Im Juli 1955 folgte die Eröffnung einer Außenstelle in Ottawa, Illinois zur Vorbereitung des Großversuchs. Die Wahl fiel auf Illinois, da hier ein für Nordamerika als typisch angesehenes Klima vorherrscht, ein ebener Baugrund vorlag, der aufwändige Erdarbeiten ersparte und mit dem geplanten Bau der Interstate 80 eine Weiternutzung der Strukturen als Fernstraße absehbar war.
Im Juli 1956 beschlossen die Verantwortlichen den endgültigen Versuchsaufbau sowie den Budgetrahmen in Höhe von 27 Millionen US-Dollar und im August des gleichen Jahres begannen die Arbeiten an den Rundkursen. Diese wurden zwei Monate später, am 15. Oktober 1958, abgeschlossen und es begann die reguläre Befahrung durch den Prüfverkehr, welcher zwei Jahre dauern sollte. Unterbrochen wurde die permanente Befahrung nur von einer 5-Stunden-Pause und mehreren 20-Minuten-Pausen pro Tag, in denen die Fahrer wechselten und auch die Fahrzeuge gewartet wurden. Bis zum planmäßigen Abschluss der Befahrung am 30. November 1960 wurden so 1.114.000 Achsübergänge an den Brücken und den Testflächen durchgeführt. Die notwendigen 126 LKW und Sattelschlepper stellte das Corps of Engineers im Auftrag der US Army zur Verfügung. Während der 25 Monate des Hauptversuchs wurden mit diesen Fahrzeugen in Summe 17.000.000 mi (ca. 27.359.000 km) zurückgelegt. Nach Abschluss der zentralen Untersuchung folgten dann im Frühjahr und Sommer 1961 noch einige Sonderstudien, bei denen eine große Bandbreite an unüblichen Belastungen getestet wurden, während gleichzeitig der Umbau der Testanlagen zu einer regulären Straße begann. Beispielsweise wurde die Verwendung von übergroßen Reifen erprobt, ebenso wie die Verwendung von direkt auf der Straße rollenden Flüssigkeitsbehältern, und vor dem Hintergrund der bereits im Highway Act fest geschriebenen Nutzung der Fernstraßen auch für militärische Zwecke erfolgte die Prüfung von sehr hohen Achslasten bis hin zur Zerstörung der Brücken. Mit dem Abschluss dieser Studien und der Datenerhebung stellte auch die Außenstelle der AASHO in Ottawa im Januar 1962 ihren Betrieb ein.
Heute sind die Rundkurse Teil der Interstate 80 oder vollständig zurückgebaut. Lediglich Strecke 1 ist noch als technisches Denkmal neben der Fernstraße erhalten geblieben (Lage).

## Aufbau und Messungen

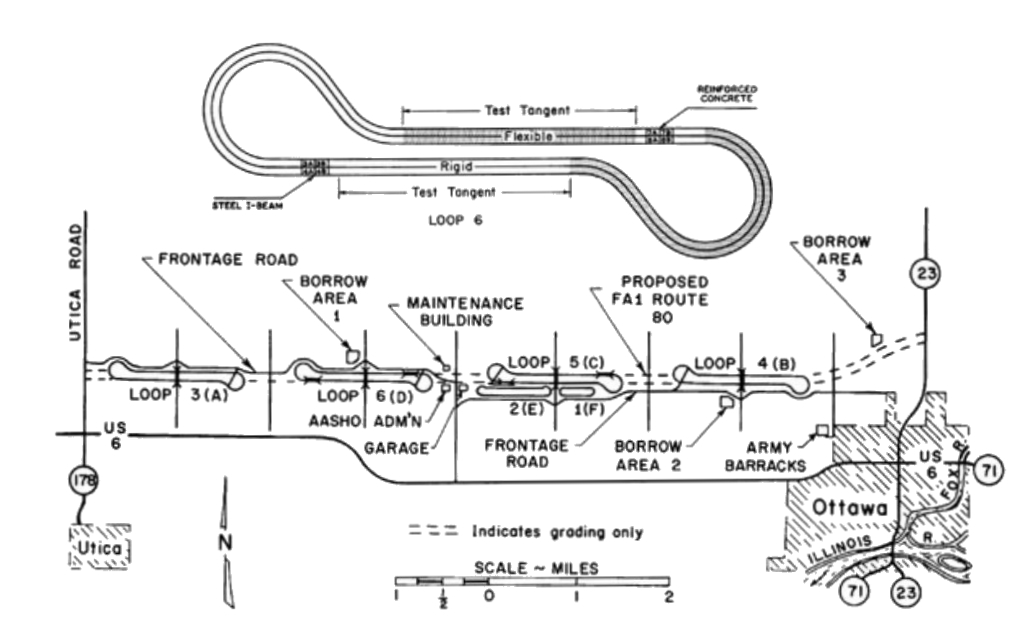
Schematische Darstellung der Rundkurse und Lage nördlich von Ottawa

Der Versuchsaufbau bestand im Wesentlichen aus sechs zweispurigen Rundkursen, wobei die Strecken 2 bis 6 für die Befahrung genutzt wurden. Strecke 1 diente der Untersuchung von Umwelteinflüssen auf die unterschiedlichen im Straßenbau verwendeten Materialien und war deutlich kürzer angelegt. Generell wurden die Rundkurse variierend aus Asphalt oder Beton in unterschiedlichen Stärken und mit unterschiedlichen Tragschichten hergestellt, bis hin zu Abschnitten ohne jeden verfestigten Unterbau. Die einzelnen Testsektionen der Bauformen waren dabei entweder 120 ft (37 m) oder 240 ft (73 m) lang. Die größeren Strecken 3 bis 6 hatten eine Tangentenlänge von 6.800 ft (2.073 m). Durch die Befahrung der unterschiedlichen Straßenquerschnitten mit einem pro Spur definierten Fahrzeugtyp mit gleichbleibendem Gewicht konnte so das Zusammenspiel zwischen Fahrzeuglast und Struktur untersucht werden. Ergänzt wurden die Strecken von je zwei kleinen Brücken pro Runde, die neben einer variablen Konstruktion auch aus unterschiedlichen Material hergestellt wurden. Zum Einsatz kamen hier unter anderem verdichteter Beton, Stahlbeton oder Stahl.

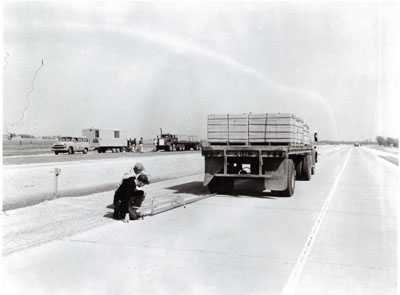
Messung der Tragfähigkeit der Straße mit einem Benkelman-Balken

Seitens der Datenerhebung wurden vor allem die Oberflächen analysiert. Kontinuierlich maß man die Ebenheit, sowohl in Längs-, als auch in Querrichtung. Es erfolgte zudem fortlaufend eine optische Betrachtung der Schäden. Darüber hinaus erfolgte die Kontrolle von Spannungen, Setzungserscheinungen und Tragfähigkeit, mittels mobiler und statischer Messeinrichtungen, wie beispielsweise dem Benkelman-Balken und an Fahrzeugen verbauten Deflectographen. Ergänzend wurden mittels schwerer Vibratoren Schwingungen erzeugt, und deren Ausbreitung im Untergrund und in den Brückenbauwerken erfasst. Von den Brücken wurde darüber hinaus die Lage der Struktur insgesamt und deren Bewegung bei der Überfahrung gemessen. Ebenso verfolgte man die Entwicklung von Rissbildung kontinuierlich. Zur Verwaltung der umfangreichen Daten kam – für die Zeit ungewöhnlich – ein System von IBM für die elektronische Datenverarbeitung zum Einsatz, welches die umfangreichen Daten auf Lochkarten speicherte.

## Resultate
Zentrale Erkenntnis aus den Versuchen war die Bestätigung der Vermutung, dass der Verschleiß des Straßenkörpers primär von der Achslast der befahrenden Fahrzeuge abhängt. Die gemessenen Daten zeigten dabei sogar, dass die Beanspruchung der Straße proportional zur vierten Potenz der Achslast steigt. Anders ausgedrückt: Verdoppelt sich die Achslast, so steigt die Belastung der Straße um das Sechszehnfache (siehe auch: Vierte-Potenz-Gesetz). Die zweite wesentliche Feststellung war die direkte Auswirkung der Schichtdicken und der Festigkeit der verwendeten Materialien auf die Lebensdauer von Straßen. Um auf diesen Erkenntnissen aufbauend eine einheitliche Berechnungs- und Klassifizierungsgrundlage zu haben, wurde in der Folge der Datenauswertung ein Lastäquivalenzfaktor eingeführt. Dieser standardisierte Belastungsfall ist auch heute noch ein Achsübergang von 10 Tonnen, zu dem die realen Achsübergänge, welche eine Straße in Betrieb pro Tag auszuhalten hat, umgerechnet werden. Aus der Anzahl dieser genormten Achsübergänge leitet sich dann eine Klassifizierung ab, die wiederum einen mindestens notwendigen Straßenquerschnitt bedingt. (Für Deutschland: Siehe auch RStO.)
In der Folge wurden diese Erkenntnisse erstmals 1961 im AASHO Interim Guide for the Design of Rigid and Flexible Pavements publiziert. Ein Regelwerk, das neben Vorgaben für die Gestaltung von Straßenquerschnitten auch ein Konzept zum wartungsoptimierten, schichtweisen Aufbau von Asphaltbelägen beinhaltete und für Betonfahrbahnen die Bedeutung der Fugenabstände und der Verbindungselemente hervor hob. Dieses Regelwerk wurde anhand neuerer Erkenntnisse fortlaufend weiterentwickelt und ist nach umfangreicheren Aktualisierungen in den Jahren 1972 und 1993 noch heute in den Vereinigten Staaten weit verbreitet.

## Bedeutung
Rückblickend betrachtet war der AASHO Road Test wahrscheinlich der umfangreichste und bedeutendste Großversuch des 20. Jahrhunderts in der Straßenbauforschung. Die Ergebnisse bildeten einen wesentlichen Teil der Grundlage aller modernen Fahrbahnentwürfe, insbesondere im Bereich des nordamerikanischen Highwaysystems. Zudem führte die Untersuchung zu klaren Anforderungen an den Straßenaufbau und darauf aufbauend zu definierten Lebensdauern von Straßenbelägen. Die Ergebnisse der Studien und die Qualität der systemischen Auswertung fanden weltweit Beachtung und entsprechenden Niederschlag in nationalen Normen. Auch wenn die spezifischen Bedingungen der Versuche im Bezug auf Ort, Umgebung und Materialeigenschaften den Grenzen ihrer Zeit unterworfen waren und die tatsächliche Befahrung mit circa 1 Million Achsübergängen lediglich einen Bruchteil heute üblicher Belastungen von Straßen abbildete, finden die Ergebnisse, ergänzt um extrapolierende, zeitgemäßere mathematische Modelle und um Anpassungen an regionale Umgebungsvariablen, die andere lokale klimatische Bedingungen berücksichtigen, noch immer Anklang in der Forschung.